# Anemone reflexa
Anemone reflexa är en ranunkelväxtart som beskrevs av Christian Friedrich Stephan. Anemone reflexa ingår i släktet sippor, och familjen ranunkelväxter. Inga underarter finns listade i Catalogue of Life.